# Festival Internacional de Cine de San Sebastián 1990
La 38.ª edición del Festival Internacional de Cine de San Sebastián se celebró entre el 20 y el 29 de septiembre de 1990. El Festival se consolidó en la máxima categoría A (festival competitivo no especializado) de la FIAPF. 

## Desarrollo
Fue inaugurado el 20 de septiembre de 1990 por el nuevo director Peio Aldazábal Bardají al lado del lehendakari José Antonio Ardanza con la proyección de El novato, y acudieron Cyd Charisse, Matt Dillon, Matthew Broderick y August Coppola Por otro lado, en la pantalla gigante del Velódromo de Anoeta se proyectaron Apocalypse Now, Love Story, Lawrence de Arabia, Sonrisas y lágrimas, Hello, Dolly! y La Bíblia. El día 21 se proyectaron Aventure de Catherine C. y Río Negro, que fueron muy criticadas tanto por el público como por la crítica. El día 22 La settimana della sfinge y Ach, Boris... por la mañana y Agenda oculta en sesión especial de la sección oficial, y Raspad, Bashu, gharibeh kouchak y Killer of Sheep en la Zabategi; el 23 Nie im Leben y Rojo amanecer en la sección oficial e Innisfree en la Zabaltegi. El día 24 Contra el viento y Bütün kapilar kapaliydi en la sección oficial, Im Glanze dieses Glückes y La gran festa de Zabaltegi, Verónica L. de Nuevos Realizadores y Santander, la ciudad en llamas de Lluís Marquina en la retrospectiva "Volver a nacer". El día 25 se proyectaron Mort entre les flors, Ava & Gabriel y Motivsuche El 26 se proyectaron Las cartas de Alou y Räpsy & Dolly eli Pariisi odottaa en la sección oficial, Santa Cruz, el cura guerrillero y Zeit der Rache en la de Nuevos Realizadores y Small White House en la Zabaltegi. El día 27 se proyectaron Bakenbardi y Luba de la sección oficial, La puta del rey fuera de concurso y Bright Angel de Zabaltegi, justo el día en que visitaba el festival Peter O'Toole. També se exhibieron Pohjanmaa, Cry-Baby, La inútil muerte de mi socio Manolo y La otra ilusión. El día 28 visitaron el festival Jane Russell, John Raldolph y Jerry Lewis y se proyectaron Historia niemoralna y Vreme čuda de la sección oficial, To Sleep with Anger y Tulitikkutehtaan tyttö de la Zabaltegi, y se clausuró el festival con Presunto inocente. Finalmente se hicieron públicos los premios, con un absoluto desacuerdo entre el jurado y la organización del festival.

## Jurados
Jurado de la Sección Oficial
- José Luis Borau
- Charles Burnett
- Axel Corti
- Román Chalbaud
- Ken Loach
- Nelson Pereira dos Santos
- Viktor Prokhorov

## Películas

### Sección Oficial
Las 17 películas siguientes compitieron para el premio de la Concha de Oro a la mejor película:
| Título en España                  | Título original                   | Director(es)             | País       |
| --------------------------------- | --------------------------------- | ------------------------ | ---------- |
| Ach, Boris...                     | Ach, Boris...                     | Niki List                | RFA        |
| Ava & Gabriel                     | Ava & Gabriel                     | Felix de Rooy            | Italia     |
| Bakenbardi                        | Bakenbardi                        | Youri Mamine             | URSS       |
| Bütün kapilar kapaliydi           | Bütün kapilar kapaliydi           | Memduh Ün                | Turquía    |
| Contra el viento                  | Contra el viento                  | Francisco Periñán Molina | España     |
| Historia niemoralna               | Historia niemoralna               | Barbara Sass             | Polonia    |
| Aventure de Catherine C.          | Aventure de Catherine C.          | Pierre Beuchot           | Francia    |
| La settimana della sfinge         | La settimana della sfinge         | Daniele Luchetti         | Italia     |
| Las cartas de Alou                | Las cartas de Alou                | Montxo Armendáriz        | España     |
| Luba                              | Luba                              | Alejandro Agresti        | Argentina  |
| Muerte entre las flores           | Miller's Crossing                 | Joel Coen                | EE. UU.    |
| Motivsuche                        | Motivsuche                        | Dietmar Hochmuth         | RDA        |
| Nie im Leben                      | Nie im Leben                      | Helmut Berger            | Austria    |
| Räpsy & Dolly eli Pariisi odottaa | Räpsy & Dolly eli Pariisi odottaa | Matti Ijäs               | Finlandia  |
| Río negro                         | Río negro                         | Atahualpa Lichy          | Venezuela  |
| Rojo amanecer                     | Rojo amanecer                     | Jorge Fons               | México     |
| Tiempo de milagros                | Vreme čuda                        | Goran Paskaljević        | Yugoslavia |

### Fuera de competición
Las películas siguientes fueron seleccionadas para ser exhibidas fuera de competición: 
| Título en España  | Título original   | Director(es)   | País        |
| ----------------- | ----------------- | -------------- | ----------- |
| Agenda oculta     | Hidden Agenda     | Ken Loach      | Reino Unido |
| La puta del rey   | La putain du roi  | Axel Corti     | Francia     |
| Presunto inocente | Presumed Innocent | Alan J. Pakula | EE.UU.      |
| El novato         | The Freshman      | Andrew Bergman | EE.UU.      |

### Otras secciones oficiales

#### Zabaltegi[18]
| Título en España                    | Título original                     | Director(es)                                                            | País       |
| ----------------------------------- | ----------------------------------- | ----------------------------------------------------------------------- | ---------- |
| Water, Wind, Dust                   | Ab, Bad, Khak                       | Amir Naderi                                                             | Estonia    |
| El matrimonio de los benditos       | Arusi-ye Khuban                     | Mohsen Makhmalbaf                                                       | Irán       |
| Bashu, the Little Stranger          | Bashu, gharibeh kouchak             | Bahram Beizai                                                           | Irán       |
| El ciclista                         | Bicycleran                          | Mohsen Makhmalbaf                                                       | Irán       |
| Chameleon Street                    | Chameleon Street                    | Wendell B. Harris Jr.                                                   | EE.UU.     |
| Cry-Baby                            | Cry-Baby                            | John Waters                                                             | EE.UU.     |
| Cuchillos de fuego                  | Cuchillos de fuego                  | Román Chalbaud                                                          | Venezuela  |
| Davandeh                            | Davandeh                            | Amir Naderi                                                             | Irán       |
| Tentación diabólica                 | Def by Temptation                   | James Bond III                                                          | EE.UU.     |
| Die Spitzen der Gesellschaft        | Die Spitzen der Gesellschaft        | Franz Novotny                                                           | RFA        |
| Drugstore Cowboy                    | Drugstore Cowboy                    | Gus Van Sant                                                            | EE.UU.     |
| El tiempo de Neville                | El tiempo de Neville                | Pedro Carvajal Urquijo y Javier Castro                                  | España     |
| El sueño de Hollywood               | Hollywood Shuffle                   | Robert Townsend                                                         | EE.UU.     |
| House Party                         | House Party                         | Reginald Hudlin                                                         | EE.UU.     |
| Im Glanze dieses Glückes            | Im Glanze dieses Glückes            | Johnn Feindt y Helga Reidemeister                                       | RFA        |
| Innisfree                           | Innisfree                           | José Luis Guerín                                                        | España     |
| Killer of Sheep                     | Killer of Sheep                     | Charles Burnett                                                         | EE.UU.     |
| La inútil muerte de mi socio Manolo | La inútil muerte de mi socio Manolo | Julio García Espinosa                                                   | España     |
| La leyenda de una máscara           | La leyenda de una máscara           | José Buil                                                               | México     |
| Mo' Better Blues                    | Mo' Better Blues                    | Spike Lee                                                               | EE.UU.     |
| Mujer transparente                  | Mujer transparente                  | Mario Crespo, Ana Rodríguez, Mayra Segura, Héctor Veitia, Mayra Vilasis | Cuba       |
| Pomegranate and Cane                | Nar-o-nay                           | Saeed Ebrahimifar                                                       | India      |
| Obbligo di giocare                  | Obbligo di giocare                  | Daniele Cesarano                                                        | Italia     |
| Decay                               | Raspad                              | Mikhail Belikov                                                         | URSS       |
| Schalom, General                    | Schalom, General                    | 'Andreas Gruber                                                         | RFA        |
| Small Time                          | Small Time                          | Norman Loftis                                                           | Canadá     |
| Camino de piedras                   | Spur der Steine                     | Frank Beyer                                                             | RDA        |
| El despertar de un ángel            | Bright Angel                        | Michael Fields                                                          | EE.UU.     |
| Nunca te acuestes enfadado          | To Sleep with Anger                 | Charles Burnett                                                         | EE.UU.     |
| La chica de la fábrica de cerillas  | Tulitikkutehtaan tyttö              | Aki Kaurismäki                                                          | Finlandia  |
| Utoli moia petxali                  | Utoli moia petxali                  | Viktor Prokhorov                                                        | URSS       |
| Werther                             | Werther                             | Håkan Alexandersson                                                     | Suecia     |
| Yo, la peor de todas                | Yo, la peor de todas                | María Luisa Bemberg                                                     | Argentina  |
| Zaseda                              | Zaseda                              | Živojin Pavlović                                                        | Yugoslavia |

### Zabaltegi-Nuevos realizadores[19]
| Título en España                   | Título original                    | Director(es)                 | País      |
| ---------------------------------- | ---------------------------------- | ---------------------------- | --------- |
| Ojos de cocodrilo                  | Alligator Eyes                     | John Feldman                 | EE.UU.    |
| Barcelona, lamento                 | Barcelona, lamento                 | Luis Aller                   | España    |
| Bumajnie glaza Prixvina            | Bumajnie glaza Prixvina            | Valeriy Ogorodnikov          | URSS      |
| Después de la tormenta             | Después de la tormenta             | Tristán Bauer                | Argentina |
| El fin de la noche                 | End of the Night                   | Keith McNally                | EE.UU.    |
| Hush-A-Bye Baby                    | Hush-A-Bye Baby                    | Margo Harkin                 | EE.UU.    |
| Intimidad                          | Intimidad                          | Dana Rotberg                 | México    |
| Reed Paradise                      | Kamyshovyy ray                     | Elena Tsyplakova             | URSS      |
| La otra ilusión                    | La otra ilusión                    | Roque Zambrano               | Argentina |
| Loraldia (El tiempo de las flores) | Loraldia (El tiempo de las flores) | Oscar Aizpeolea              | España    |
| Ni con Dios ni con el diablo       | Ni con Dios ni con el diablo       | Nilo Pereira del Mar         | Perú      |
| Pohjanmaa                          | Pohjanmaa                          | Pekka Parikka                | Finlandia |
| Santa Cruz, el cura guerrillero    | Santa Cruz, el cura guerrillero    | José María Tuduri            | España    |
| Small White House                  | Small White House                  | Richard Newton               | Portugal  |
| Sweethearts                        | Sweethearts                        | Colin Talbot                 | EE.UU.    |
| Un week-end sur deux               | Un week-end sur deux               | Nicole Garcia                | Francia   |
| Verónica L. Una dona al meu jardí  | Verónica L. Una dona al meu jardí  | Octavi Martí y Antoni Padrós | España    |
| Time of Vengeance                  | Zeit der Rache                     | Anton Peschke                | Austria   |

#### Retrospectivas
Las retrospectivas de este año fueron para el director franco-argentino Harry d'Abbadie d'Arrast y Volver a nacer, un apartado donde se muestra el trabajo de diferentes filmotecas del mundo en su recuperación de viejas obres perdidas.

## Palmarés

### Premios oficiales
Ganadores de la Sección Oficial del 38.º Festival Internacional de Cine de San Sebastián de 1990:
- Concha de Oro: Las cartas de Alou de Montxo Armendáriz
- Premio Especial del Jurado: Rojo amanecer de Jorge Fons
- Concha de Plata al mejor Director: Joel Coen por Muerte entre las flores
- Concha de Plata a la mejor Actriz:  Margherita Buy por La settimana della sfinge
- Concha de Plata al mejor Actor: Mulie Jarju por Las cartas de Alou
- Premio Nuevos Directores: 
  - Reed Paradise de Elena Tsyplakova
  - Después de la tormenta de Tristán Bauer
- Premio FIPRESCI:
  - Bakenbardi de Youri Mamine
  - Tiempo de milagros Goran Paskaljević
- Premio CIT-UNESCO: Las cartas de Alou de Montxo Armendáriz
- Premio de la Federación Internacional de Cine-Clubs: El fin de la noche de Keith McNally
- Premio Especial de la Juventud: Ojos de cocodrilo de John Feldman
- Premio Donostia: Claudette Colbert